# Telford Taylor
Telford Taylor (24 février 1908 - 23 mai 1998) est un avocat américain principalement connu  après la Seconde Guerre mondiale lors des procès de Nuremberg pour son rôle d'assistant de Robert H. Jackson, président du Conseil de procureurs, chef de l'accusation pour les États-Unis, par la suite pour son opposition au sénateur McCarthy dans les années 1950 et sa critique virulente de l'attitude américaine lors de la guerre du Viêt Nam dans les années 1970.

## Biographie

### Jeunes années
Telford Taylor est né à Schenectady dans l'État de New York. Il est le fils de John Bellamy Taylor, parent d’Edward Bellamy, et de Marcia Estabrook Jones. Il se forme au Williams College avant de s’inscrire en 1928 à la faculté de droit de Harvard dont il est diplômé en 1932. Il travaille ensuite pour plusieurs agences gouvernementales, devenant en 1940 le conseiller général pour la Commission fédérale de propagande (FCC). 

### Pendant la Seconde Guerre mondiale
Taylor quitte la FCC en 1942 pour rejoindre les services de renseignements de l’armée en 1942 avec le rang de major. Il y dirige le groupe responsable du traitement des informations obtenues des transmissions allemandes utilisant le cryptage Ultra. Promu lieutenant-colonel en 1943, il se rend à Bletchley Park et y négocie l’accord BRUSA de 1943. Il devient colonel un an plus tard et est affecté à l'équipe de Robert H. Jackson, qu’il assiste dans la rédaction de la charte de Londres du Tribunal militaire international, ratifié dans les accords de Londres du 8 août 1945, et assise juridique des futurs procès de Nuremberg.
Il est initialement l’assistant du procureur en chef Robert H. Jackson et à ce titre procureur des États-Unis dans le procès du commandement suprême. L’accusation demande de le déclarer organisation criminelle ainsi que le haut-commandement militaire allemand mais tous deux seront acquittés.
Lorsque Jackson démissionne de son poste après ce procès et retourne aux États-Unis, Taylor est promu brigadier général et lui succède le 17 octobre 1946 pour les douze procès qui se tiendront avant les procès militaires de Nuremberg. 163 des 200 accusés de ces procès seront déclarés coupables. Bien que partiellement insatisfait de ces résultats, Taylor considère néanmoins les procès de Nuremberg comme un succès car ils ont établi un précédent ainsi qu’une base légale pour les crimes contre la paix et contre l’humanité. En 1950, les Nations unies codifient les déclarations les plus importantes de ces procès dans les sept principes de Nuremberg.